# Napometa sanctaehelenae
Napometa sanctaehelenae är en spindelart som beskrevs av Benoit 1977. Napometa sanctaehelenae ingår i släktet Napometa och familjen täckvävarspindlar. Inga underarter finns listade i Catalogue of Life.